# Schloss Bry-sur-Marne

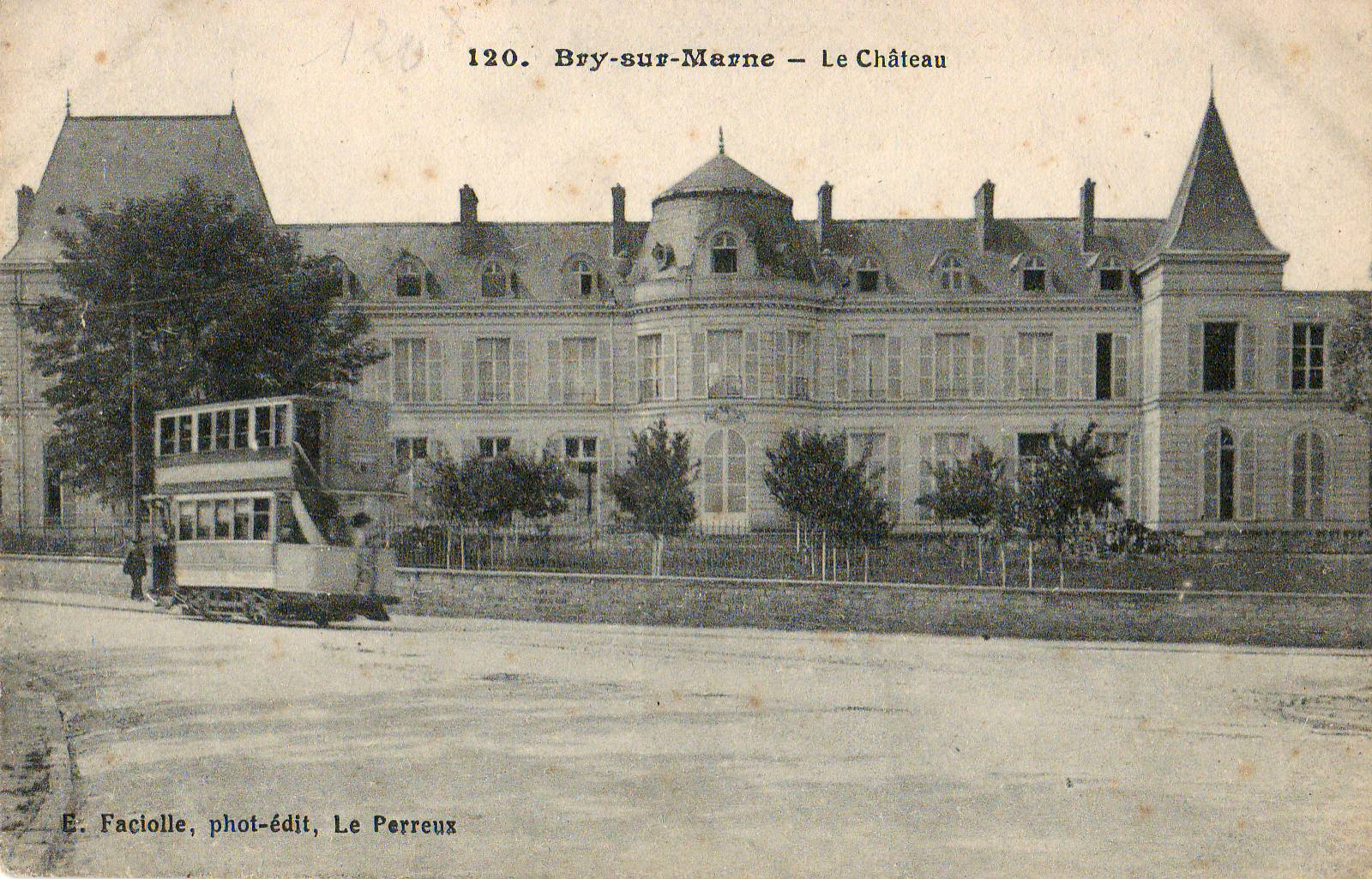
Schloss Bry vor dem Ersten Weltkrieg auf einer Postkarte

Das Schloss Bry-sur-Marne (französisch Château de Bry und Château de Bry-sur-Marne genannt) ist ein Schloss im Herzen der nordfranzösischen Gemeinde Bry-sur-Marne. Um 1755 erbaut, beherbergt es heute eine Privatschule der katholischen Ordensgemeinschaft der Schwestern des Heiligen Thomas de Villeneuve (französisch Congrégation des Sœurs de Saint-Thomas de Villeneuve).

## Geschichte
Im ausgehenden 17. Jahrhundert, zwischen 1694 und 1696, kaufte Nicolas de Frémont den Landsitz Bry und ließ auf ihm zwischen 1750 und 1760 ein neues Schloss erbauen, das heutige Schloss Bry. 1756/57 fertigte sein Bruder Adrien Robert de Frémont d’Auneuil Pläne zur Gestaltung der Außenanlagen. Besonderes Augenmerk legte er dabei auf Sichtachsen, die auf das Schloss zuliefen.
Im Jahre 1760 wurde es von Étienne de Silhouette, Finanzminister unter Ludwig XV., erworben. Dieser beauftragte den Architekten François Franque (1710–1793) mit dem Anbau eines weiteren Flügels. Nach Silhouettes Tod ging das Anwesen an seinen Neffen Clément de Laage, der im Zuge des Großen Terrors hingerichtet wurde. Das Schloss wurde 1794 als nationales Eigentum beschlagnahmt, aber de Laages Sohn Philippe durfte es 1799 zurückkaufen. Von 1803 bis 1808 vermietete er es an Talleyrand, den damaligen Außenminister.
Im Jahre 1816 verkaufte Philippe de Laage das Schloss an Baron Joseph-Dominique Louis, mehrmals Minister der Finanzen unter beiden Restaurationen und der Julimonarchie. Bei seinem Tod im Jahre 1837 wurde sein beträchtliches Vermögen unter seinen Neffen und Nichten aufgeteilt, die aus der Ehe seiner Schwester Perpétue mit Jean-François Gaultier Rigny hervorgingen. So fiel das Schloss Bry an Geneviève Rigny Gaultier. Nach deren Tod ging das Schloss an die beiden Töchter aus der Ehe ihres jüngeren Bruders Auguste Édouard Gaultier de Rigny mit seiner Nichte Amélie Charlotte Elizabeth Bassompierre. Sie verkauften es 1858 an François Jules Devinck, Schokoladenproduzent und Politiker. Er unterteilte den Park.

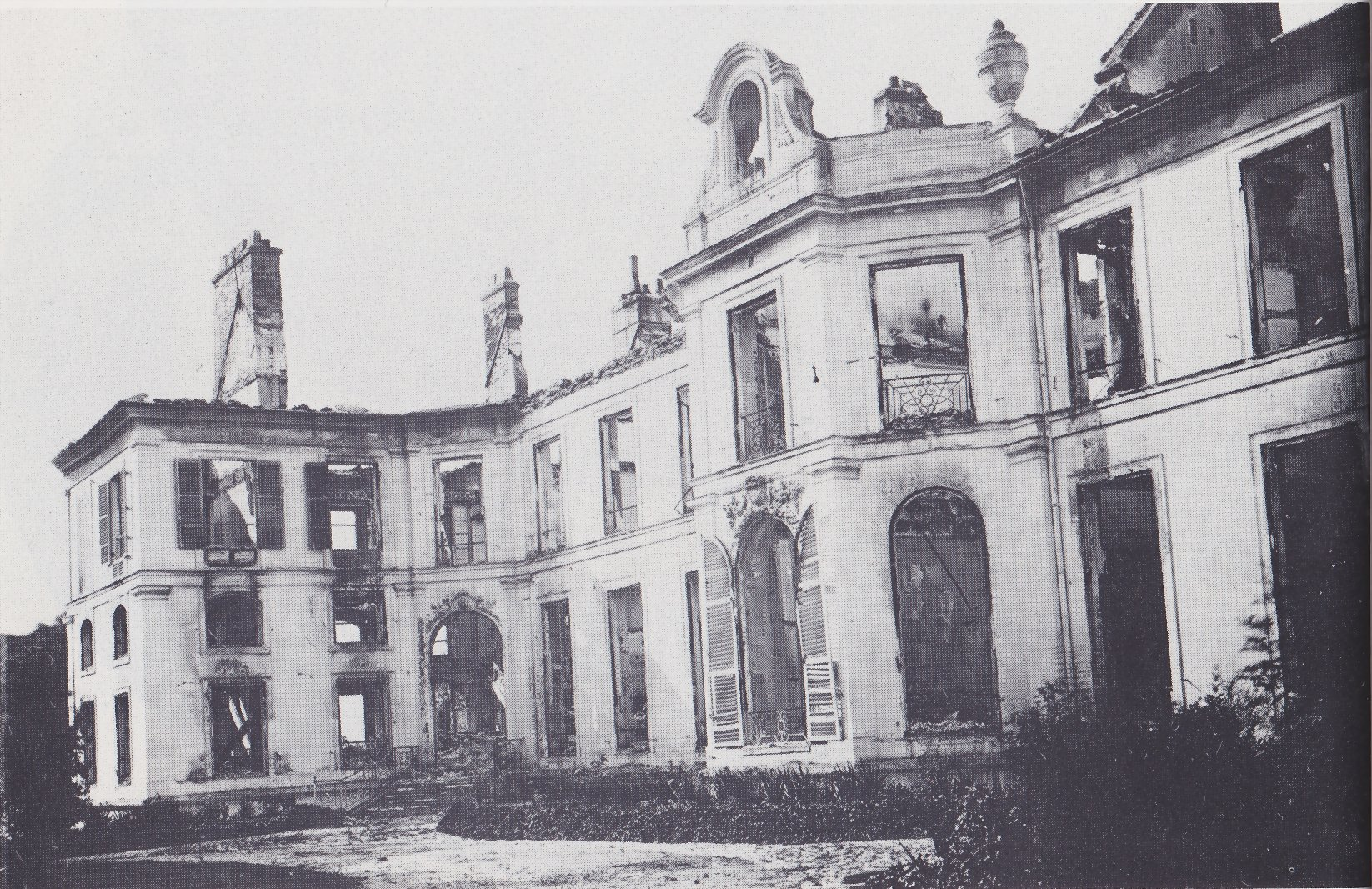
Das beschädigte Schloss Bry 1870

Bei einem Bombardement durch französische Artillerie am 20. November 1870 wurde das Schloss stark beschädigt. Auslöser war, dass es preußischen Offizieren als Treffpunkt diente. Lediglich die Grundmauern überstanden die Detonationen und das anschließende Feuer. Nach dem Krieg begann der Wiederaufbau, bei dem sich die Größe der Seitenflügel und die Gestaltung der Fassade änderten. 
Nur wenige Kunstschätze konnten vor der Zerstörung gerettet werden, unter anderem vier stuckverzierte Supraporten mit den Darstellungen der vier Jahreszeiten aus dem 18. Jahrhundert, die Johann-Heinrich Keller, einem Maler aus Den Haag, zugeschrieben werden. Die umfangreiche Bibliothek des Étienne de Silhouette, von Talleyrand hoch geschätzt, fiel den Flammen von 1870 zum Opfer.
Auf Betreiben von Eugène Robert, Professor an der Hochschule Albert de Mun, wurde das Gebäude ab 1903 eine Einrichtung für junge Menschen. Am 7. März 1925 wurde das Schloss von der Ordensgemeinschaft Schwestern des St. Thomas von Villeneuve erworben, die darin eine katholische Privatschule betreiben und an der vorderen Fassade eine Kapelle anbauten.

## Eigentümer
- ab ca. 1760: Adrien Robert de Frémont d’Auneuil, Marquis de Charleval et Rosay
- 1760–1767: Étienne de Silhouette, Finanzminister (Kauf)
- 1767–1794: Clément de Laage de Bellefaye (Erbe)
- 1794–1799: Nationaleigentum (beschlagnahmt)
- 1799–1816: Clément François Philippe de Laage de Bellefaye (zurückgekauft)
- 1816–1837: Joseph-Dominique Louis, Finanzminister (Kauf)
- 1837–1857: Geneviève Gaulthier de Rigny (Erbe)
- 1857–1858: Amélie de La Cropte de Chantérac (1827–1902) und Noëmi Gaulthier de Rigny (1833–1887) (Erbe)
- 1858–1877: François Jules Devinck, Präsident des Handelsgerichts Paris (Kauf)
- 1877–1879: Virginie Devinck, Schwester des Vorbesitzers (Erbe)
- 1879–1903: Joseph Favier, Unternehmer (Kauf)
- 1903–1925: Eugène Robert, Professor an der Hochschule Albert-de-Mun (Kauf)
- seit 1925: Ordensgemeinschaft der Schwestern des Heiligen Thomas de Villeneuve (Kauf)